# Noskovačka Dubrava
Noskovačka Dubrava is een plaats in de gemeente Čađavica in de Kroatische provincie Virovitica-Podravina. De plaats telt 68 inwoners (2001).